# John Du Cann
John William Cann (5 de junio de 1946 – 21 de septiembre de 2011) más conocido como John Du Cann, fue un guitarrista inglés, reconocido principalmente por su trabajo con la banda Atomic Rooster en la década de 1970. 

## Carrera
Antes de tocar en Atomic Rooster, Cann hizo parte de las agrupaciones The Sonics y The Attack, con los que publicó el sencillo "Hi Ho Silver Lining". Más adelante lideró la banda de rock progresivo Andromeda, antes de unirse a Atomic Rooster, aportando guitarra y voces en el álbum debut de la agrupación y en los discos Death Walks Behind You (1970) y In Hearing of Atomic Rooster (1971).
Tras dejar Atomic Rooster en 1971 formó la banda Hard Stuff, publicando dos álbumes de estudio. En 1974 tocó con la banda irlandesa Thin Lizzy durante una gira por Alemania. Más adelante tocó con Francis Rossi y reformó Atomic Rooster a finales de la década de 1970.
Du Cann falleció el 21 de septiembre de 2011 a causa de un ataque cardíaco.